# Cenad
Cenad es una comuna ubicada en el distrito de Timiș, Rumania.

## Superficie
Posee una superficie de 84,91 kilómetros cuadrados.

## Demografía
Hasta 2021 la población era de 3537 habitantes, con una densidad de población de 41,66 habitantes por kilómetro cuadrado.